# チナティ・ファンデーション
チナティ・ファンデーション／チナティ財団（英語: Chinati Foundation)は、アメリカ合衆国テキサス州マーファの現代美術の美術館。限られた数のアーティストによる大型インスタレーション作品の恒久展示をその理念とし、アーティストドナルド・ジャッドによって設立された。特に美術作品とそれを取り巻く環境・風景との関係性に焦点が当てられている。

## 歴史・概要
ドナルド・ジャッドは1971年にはじめてテキサス州マーファを訪れ、70年代後半にニューヨークからマーファへの移住を決意する。
その後、ジャッドは1979年にディア美術財団(Dia Art Foundation)の経済支援を受け、旧フォート・D・A・ラッセル(D・A・ラッセル要塞）の建物群と340エーカー（1.4平方キロメートル）の広さの土地を手に入れ、建物の修理・改築と美術作品の設置に着手する。
1986年、チナティ・ファンデーションはノン・プロフィットの公営美術館としてオープンした。設立当初、チナティ・ファンデーションはドナルド・ジャッド、ジョン・チェンバレン(John Chamberlain (sculptor))、ダン・フレヴィン(Dan Flavin)の3人の作品のみを展示することをアイデアの核としていたが、その後コレクション、また作品収集・展示に対する考えは発展し、今では11人のアーティストによる12の作品を常設展示している。その他、1年に一度入れ替える企画展、アーティスト・イン・レジデンス・プログラム、シンポジアム、そして地元コミュニティ向けのキッズ・アートキャンプなどを実施している。

## 案内
チナティ・ファンデーションのコレクションは案内人付きのガイド・ツアーによってのみ公開されている。
開館日は水曜日から日曜日までで、ツアーは前半が午前10時に、ランチブレイクを挟んで後半が2時からはじまる。どちらか一方のみに参加することも可能だが、10時と2時の両方に参加することで全コレクションを鑑賞することができるようなプログラムになっている。予約はチナティ・ファンデーションのウェブサイトからすることが可能。もより空港はエルパソかミッドランドで、どちらの空港からも車で3時間ほど。

閉館日は、毎月・火曜日、7月4日、サンクスギビング（11月第3木曜日）、12月24日、12月25日、12月31日、1月1日。

## 参考
- ドナルド・ジャッド 1960-1991：記念講演会抄録 
  - 滋賀県立近代美術館で1999年5月22日から7月11日にかけて開催された展覧会「ドナルド・ジャッド1960−1991」の記念講演会の抄録。
- Daphne Beal (2000年10月). “The Chinati Foundation: A Museum in Process”. Art In America. 2009年1月5日閲覧。
- Michael Kimmelman. "ART/ARCHITECTURE;The Last Great Art of the 20th Century". The New York Times. 2009-04-10 閲覧。
- Roberta Smith. "ART; The World According to Judd". The New York Times. 2009-04-10 閲覧。
- 「箱に封じ込められた生」ドナルド・ジャッド